# Cultură celulară

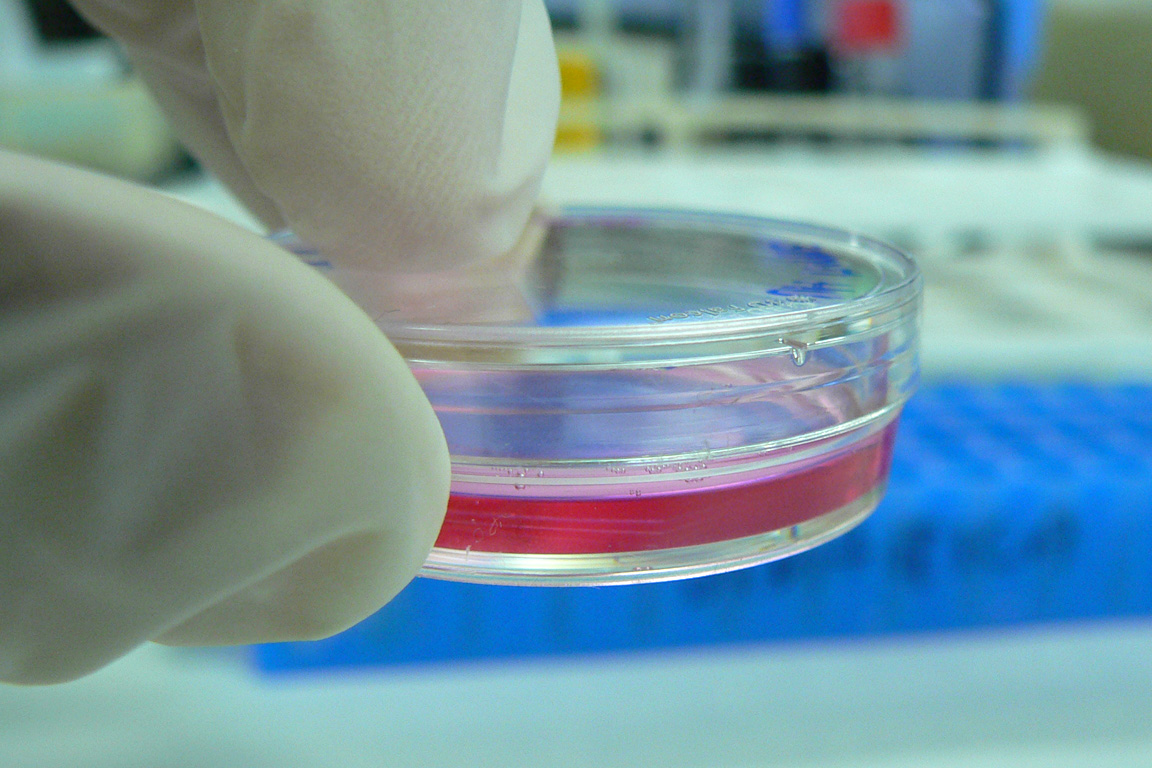
Cultură celulară în vas Petri

Cultura celulară sau de țesuturi este un mediu în care, pe baza unor condiții controlate, este indusă creșterea unor anumite celule, în afara mediului lor natural de creștere. După ce celulele de interes au fost izolate din țesuturi vii, acestea pot fi ulterior menținute în condiții bine controlate, precum să fie menținute la temperatura corpului (37 °C) într-un incubator.

## Caracteristici
Condițiile și mediile de creștere variază pentru fiecare tip de celulă, dar în general mediile constau într-un recipient adecvat cu un substrat sau mediu îmbogățit, care furnizează nutrienții esențiali (aminoacizi, carbohidrați, vitamine, minerale), factori de creștere, hormoni și gaze (CO2, O2) și reglează mediul fizico-chimic (tampon de pH, presiune osmotică, temperatură). Majoritatea celulelor au nevoie de o suprafață sau de un substrat artificial pentru a forma o cultură aderentă sub formă de monostrat (având grosimea unui singur strat celular), în timp ce altele pot fi cultivate plutind liber într-un mediu sub formă de cultură în suspensie.
Cultivarea se face de obicei prin utilizarea unui mediu de creștere lichid, semisolid sau solid, cum ar fi bulionul sau agaroza / geloza. Cultura de țesuturi se referă în general la cultivarea de celule și țesuturi animale, termenul mai specific de cultură de țesuturi vegetale fiind utilizat pentru plante. Durata de viață a majorității celulelor este determinată genetic, dar unele celule cultivate au fost „transformate” în celule nemuritoare, care se pot reproduce pe termen nelimitat dacă sunt asigurate condițiile optime de creștere și reproducere.